# Mariä Himmelfahrt (Erlach)

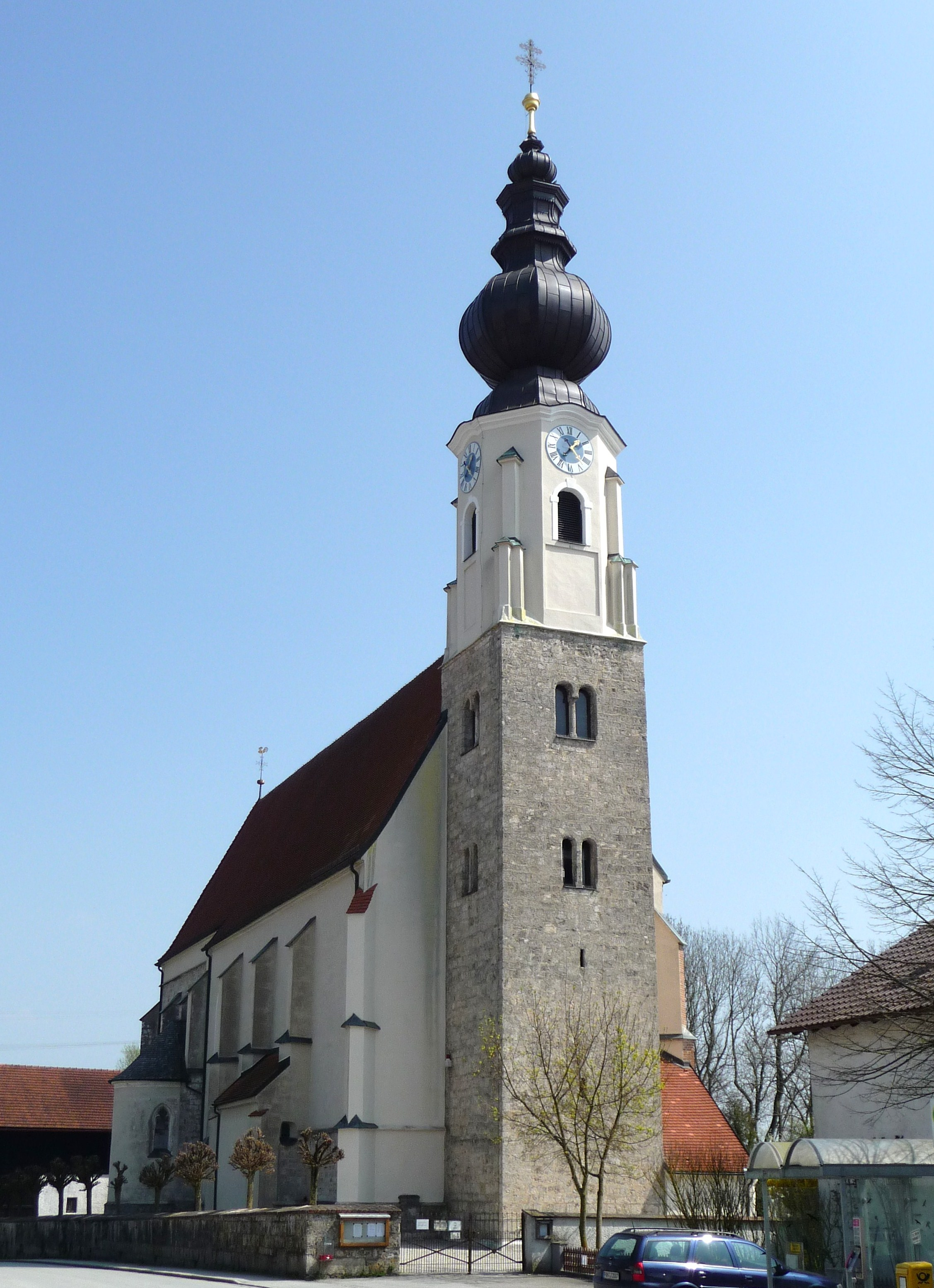
Mariä Himmelfahrt (Erlach)

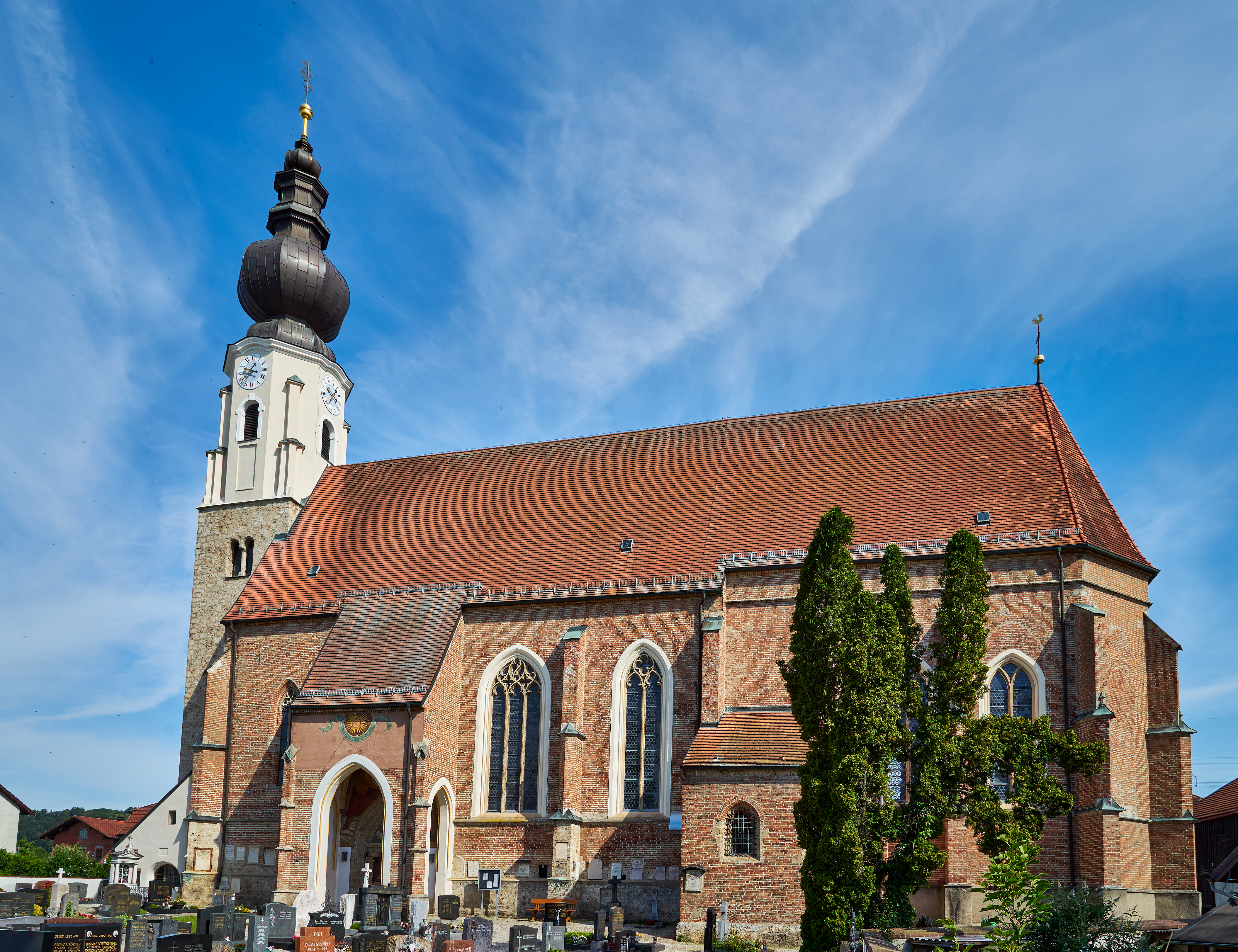
Ansicht von Südosten

Grundriss

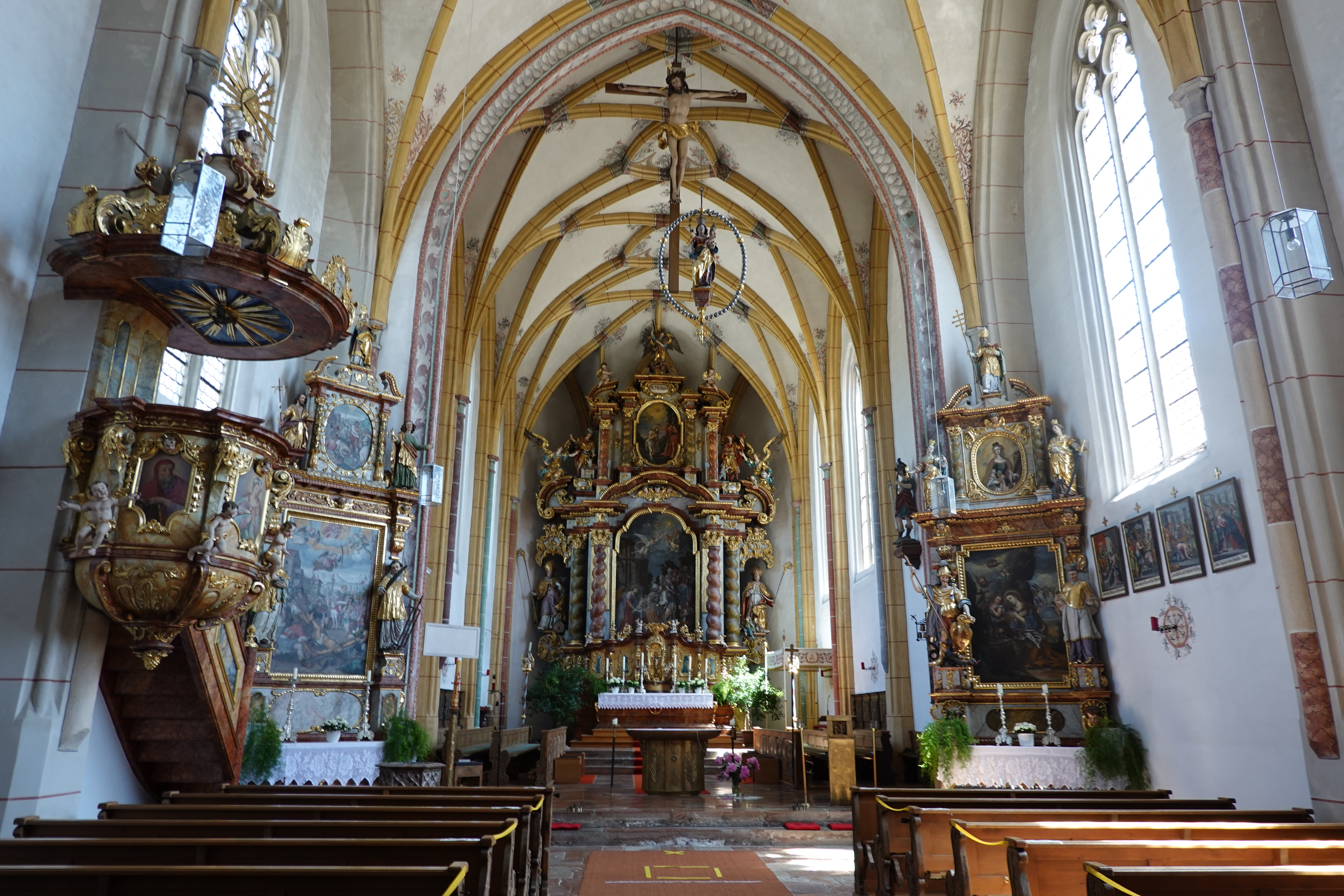
Innenansicht nach Osten

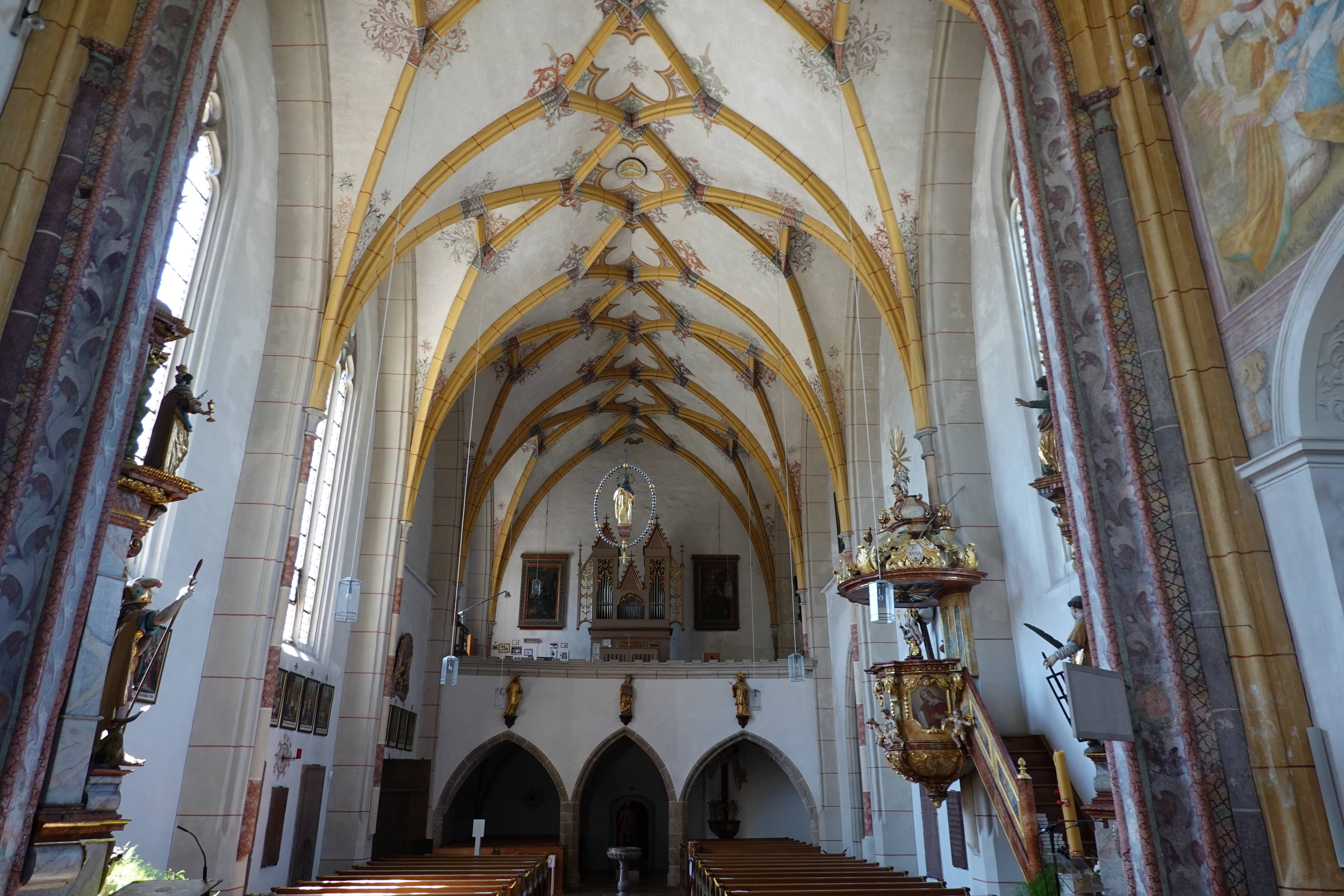
Innenansicht nach Westen

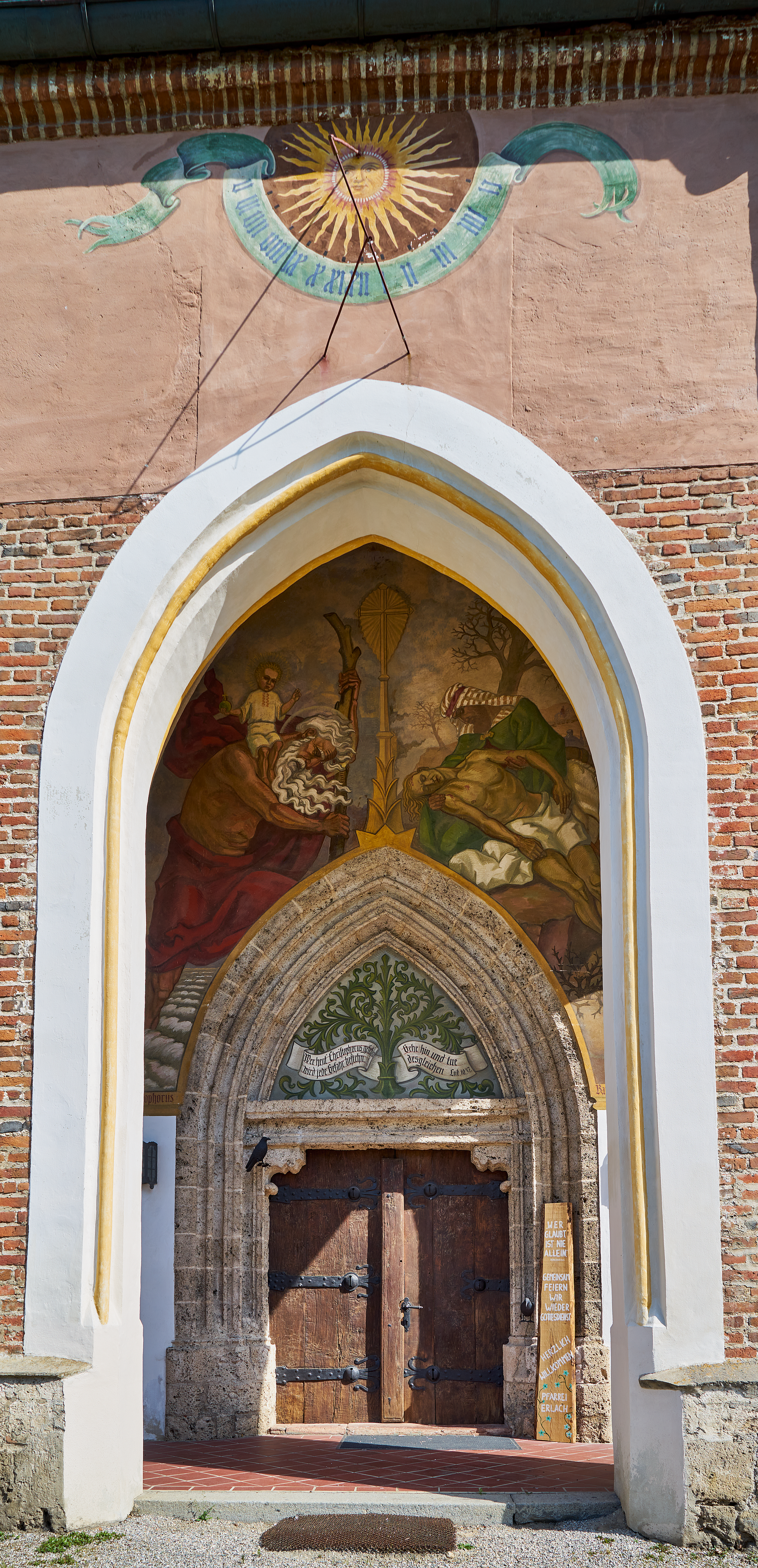
Portal

Die römisch-katholische Pfarrkirche Mariä Himmelfahrt ist eine spätgotische Saalkirche im Ortsteil Erlach von Simbach am Inn im niederbayerischen Landkreis Rottal-Inn. Sie gehört zur Pfarrei Unbefleckte Empfängnis Simbach am Inn im Dekanat Simbach des Bistums Passau.

## Geschichte
Der einschiffige Backsteinbau wurde in der ersten Hälfte des 15. Jahrhunderts erbaut. Im Inneren sind retuschierte Jahreszahlen zu finden: 1472 oder 1452 im Chorscheitel und 1478 an der Westwand. Der spätromanische Turm aus Tuffsteinquadern mit spätgotischem, achteckigem Aufbau wird durch eine barocke Laternenkuppel von 1740 bekrönt. 1709 wurde die Marienkapelle an der Nordseite des Chores durch Adam Wiser erbaut. Eine umfangreiche Restaurierung erfolgte 1979.
Die Kirche ist weithin sichtbar auf der nördlichen Terrasse über dem Inn gelegen. Sie gehört zu den größten und anspruchsvollsten Kirchenbauten der Spätgotik in der Region. Die vermutete Beteiligung Stephan Krumenauers († 1461) ist nicht belegt. Die Gewölbeformen erinnern an die  Kirchen in Braunau am Inn oder die um Hans Wechselberger. Die reiche farbige Fassung des Innenraums ist beachtenswert, wurde jedoch stark erneuert.

## Architektur

### Äußeres
Das Mauerwerk ist teils in unverputzten Tuffsteinquadern, teils in verputztem und unverputztem Backstein ausgeführt. Die langgestreckte, einschiffige Kirche zeigt einen leicht eingezogenen Chor, einen westlich vorgesetzten Turm und eine südliche Portalvorhalle. Die kleinere Portalvorhalle im Norden wurde zur Kapelle umgebaut. An der Südseite des Chores ist die rechteckige, spätgotische Sakristei angebaut. Gegenüber davon ist die nach Norden halbrund geschlossene, spätbarocke Marienkapelle angebaut.
Ein gemeinsames Satteldach schließt Chor und Schiff ab. Der Außenbau ist durch Strebepfeiler mit kantigem Mittelstück gegliedert, der Chor hat einen Fries an der Dachtraufe. Zwei- und dreiteilige Spitzbogenfenster mit reichem, teils erneuertem Maßwerk erhellen das Innere. Die Chorfenster wurden später verändert und teilweise vermauert.
Der aus verschiedenen Stilepochen stammende Turm besteht aus einem romanischen Unterbau mit gekuppelten Schallöffnungen und einem spätgotischen, achteckigen, verputzten Oberbau, der die formenreiche Laternenkuppel mit Schindeldeckung trägt. Sie erinnert an die Turmbekrönung von St. Stephan in Braunau jenseits des Inns.
Die südliche Vorhalle ist hoch aufgebaut, dreiseitig geöffnet und wird durch ein Netzgewölbe abgeschlossen. Im Innern befindet sich das spätgotische Portal mit spitzbogigem, reich profiliertem Tuffsteingewände und einem Tympanonfeld.

### Inneres
An das vierjochige Schiff schließt sich durch den beidseitig profilierten Chorbogen der dreijochige, leicht eingezogene Chor mit Dreiachtelschluss an. Die Schildbogenstellungen an der Wand setzen im Schiff durch die größere Jochbreite etwas tiefer an als im Chor. Die Gewölberippen werden von vorgelegten Polygonkapitellen mit halbrunden Diensten aufgenommen.
Der Innenraum wird durch ein Netzrippengewölbe abgeschlossen, das die einheitliche Raumwirkung mitbestimmt. Auffällig sind der langgestreckte Grundriss und die steil zugespitzten Bogenformen. Diese Höhenentwicklung wird durch die breiten Schildbögen ausgeglichen. Die großen Fenster bewirken eine lichte Raumwirkung. Im Gewölbe vermitteln Rippendreiecke über den Stichkappen zu den durchlaufenden Scheitelrautenformen. Im Chor wird die Figuration durch Scheitelrauten mit abwechselnd geraden und gekrümmten Rippenformen bereichert.
Die Westempore ist mit Netzgewölben dreijochig unterwölbt und öffnet sich in Spitzbogenarkaden. Durch die polygonale Einknickung der Empore wird der Raum im Westen flexibel abgeschlossen. Der Fußbodenbelag aus Rotmarmor stammt von 1702.
Die farbige Raumfassung aus der Zeit um 1500 wurde bei der Restaurierung stark aufgefrischt und ergänzt. Die Raumstruktur aus Gewölberippen und Schildbögen wird durch Quaderimitationen in den Grundtönen Hellgrau und Gelb betont. Die Dienste im Schiff, die Dienstkapitelle im Chor und die Rippenkreuzungen sind durch Marmorierung hervorgehoben. Die Gewölbefelder zeigen zusätzlich Rankenmalereien und einbeschriebene Vierpässe in den Scheitelrauten. Der Chorbogen ist mit Blattranken und Rüschenbändern belebt.
Ein großes Fresko an der Chornordwand aus der zweiten Hälfte des 16. Jahrhunderts zeigt Christi Geburt. 

## Ausstattung

### Altäre
Der mächtige Hochaltar in schweren Barockformen wurde 1676/1677 von Michael Mayr und Wolfgang Weiß aus Mattighofen in Österreich geschaffen. Die Erstfassung wurde durch Freilegungsproben ermittelt und war in Schwarz und Gold gehalten, die Wirkung war deshalb wohl ursprünglich noch gewichtiger. Das Altarbild zeigt die Anbetung der Könige von Tobias Schinnagl aus Burghausen von 1676. Das künstlerisch wertvolle Gemälde ist in dunkelkühlem, grau-blauem Kolorit gehalten. Im Auszug ist die Taufe Christi dargestellt.
Überlebensgroße Seitenfiguren zeigen die Heiligen Wolfgang und Valentin, den letzteren mit einem Verkrüppelten zu Füßen. Diese Skulpturen werden dem Altöttinger Bildschnitzer Martin Moltl zugeschrieben. Im Auszugsgeschoss sind die Heiligen Martin und Florian dargestellt, zuoberst die Erzengel mit Putten.
Der nördliche Seitenaltar wurde 1649 von Quirin Höß aus Braunau mit Schreinerarbeiten und Bildschnitzarbeiten von Balthasar Mayr aus Burghausen versehen, die Fassung und die Gemälde wurden durch Johann Vischer aus Braunau ausgeführt. 
Der südliche Seitenaltar wurde 1675 in Angleichung an den nördlichen von Michael Mayr und Wolfgang Weiß geschaffen.

### Weitere Ausstattung
Die Kanzel ist ein Werk von 1724 mit Schreinerarbeiten von Georg Leonhard Enzensperger, die Schnitzereien stammen von Johann Georg Libigo aus Braunau am Inn.
An der Langhausnordwand sind zwei um 1520 entstandene Tafelbilder angebracht, die Christus als Weltenrichter sowie Maria und Johannes den Täufer als Fürbittende jeweils mit einem Posaunenengel zeigen.
Unter der Westempore hängt ein Chorbogenkruzifix aus der ersten Hälfte des 16. Jahrhunderts. Der hölzerne Palmesel mit Christus aus der Zeit um 1500 kam aus der abgebrochenen Kirche von Winklham nach Erlach.
Die Orgel ist ein Werk von Georg Adam Ehrlich aus dem Jahr 1842 mit 15 Registern auf zwei Manualen und Pedal. Sie wurde 1981 durch Gerhard Schmid restauriert und erweitert.

### Kapellen
Die Nordportalvorhalle ist zur Annakapelle umgestaltet und wird durch ein schmalrechteckiges spätgotisches Netzgewölbe abgeschlossen. Diese Kapelle enthält einen Barockaufbau von 1682 mit einem Auszug in Form eines gesprengten Giebels und Akanthusornamenten.
An der Chornordseite ist die Marienkapelle von 1709 mit feiner weißer Akanthusstuckierung von Michael Viethaller angeschlossen. Dort befindet sich ein Altaraufbau von Enzensperger aus dem Jahr 1710 mit einer ehemals als Gnadenbild verehrten, spätgotischen Marienfigur vermutlich aus der Zeit um 1490 mit Passauer Herkunft. 1724 wurden die Seitenfiguren der Heiligen Joachim und Anna von Johann Georg Libigo hinzugefügt.